# Mendelian Inheritance in Man
Mendelian Inheritance in Man är ett projekt i form av en databas som katalogiserar all känd kunskap om sjukdomar med en genetisk komponent, och - när det är möjligt - länkar dem med de relevanta generna i det mänskliga genomet.

## OMIM
Onlineversionen kallas Online Mendelian Inheritance in Man (OMIM) och kan nås via databasen Entrez från National Library of Medicine.